# Circul Roman din Toledo
Circul Roman din Toledo, a fost construit în a doua jumătate a secolului I d.Ch. și se află situat în nordul orașului.
Tribuna avea o lungime de 422 metri, putând găzdui 25 000 spectatori, fiind astfel suficientă pentru locuitorii din (Toletum) Toledo, cât și din împrejurimi.
În ziua de astăzi o parte din circul roman se află dezgropat și poate fi vizitat gratuit.